# Refugio Postero Alto
El Refugio Postero Alto es un refugio de montaña ubicado a una altitud de 1.900 m s. n. m., en la ladera norte de Sierra Nevada (Granada, Andalucía, España),  en el cortafuegos de la Loma del Medio, en el Barranco del Alhorí, cercano a la localidad de Jérez del Marquesado.
Fue inaugurado en 1996, y es propiedad de la Consejería de Medio Ambiente de la Junta de Andalucía, gestionado por la Federación Andaluza de Montañismo, con un equipo de guardería liderado por Pilar Moslero Mellado y Pedro Zamora Baños.
Es una instalación que está abierta y guardada todo el año, dedicada a facilitar el acercamiento de la población a la montaña a nivel deportivo, expedicionario, y/o científico.  Su construcción es en piedra, formado por varios módulos, imitando a un poblado minero. Tiene una capacidad de 65 plazas en literas individuales repartidas en 7 habitaciones.
Es, junto con el Refugio Poqueira, uno de los refugios más importantes de Sierra Nevada.

## Servicios
El Refugio Postero Alto ofrece servicios relacionados con su dedicación, como son:
- Alojamiento para pernoctas.
- Bar con desayunos, comidas y cenas.
- Salones con chimeneas.
- Duchas de agua caliente.
- Actividades deportivas.
- Educación Ambiental.
- Teléfono público.
- Wifi gratuito.
- Alquiler de material técnico de montaña.
- Economato con venta de diversos productos.

En principio, no dispone de servicio de recogida de basuras y deshechos, por lo que los visitantes deben llevarse sus residuos al partir.

## Rutas
El Refugio Postero Alto es un sitio por donde transcurren, parten o finalizan, gran cantidad de rutas de senderismo y montañismo de Sierra Nevada.
Algunas de las más conocidas son:
- El Sulayr, GR-240.
- Subida a montañas como Picón de Jerez, Cerro Pelado o Pico Alcazaba.
- Travesía Refugio Poster Alto - Refugio Poqueira.
- Ruta del avión Americano.